# Dankkapel

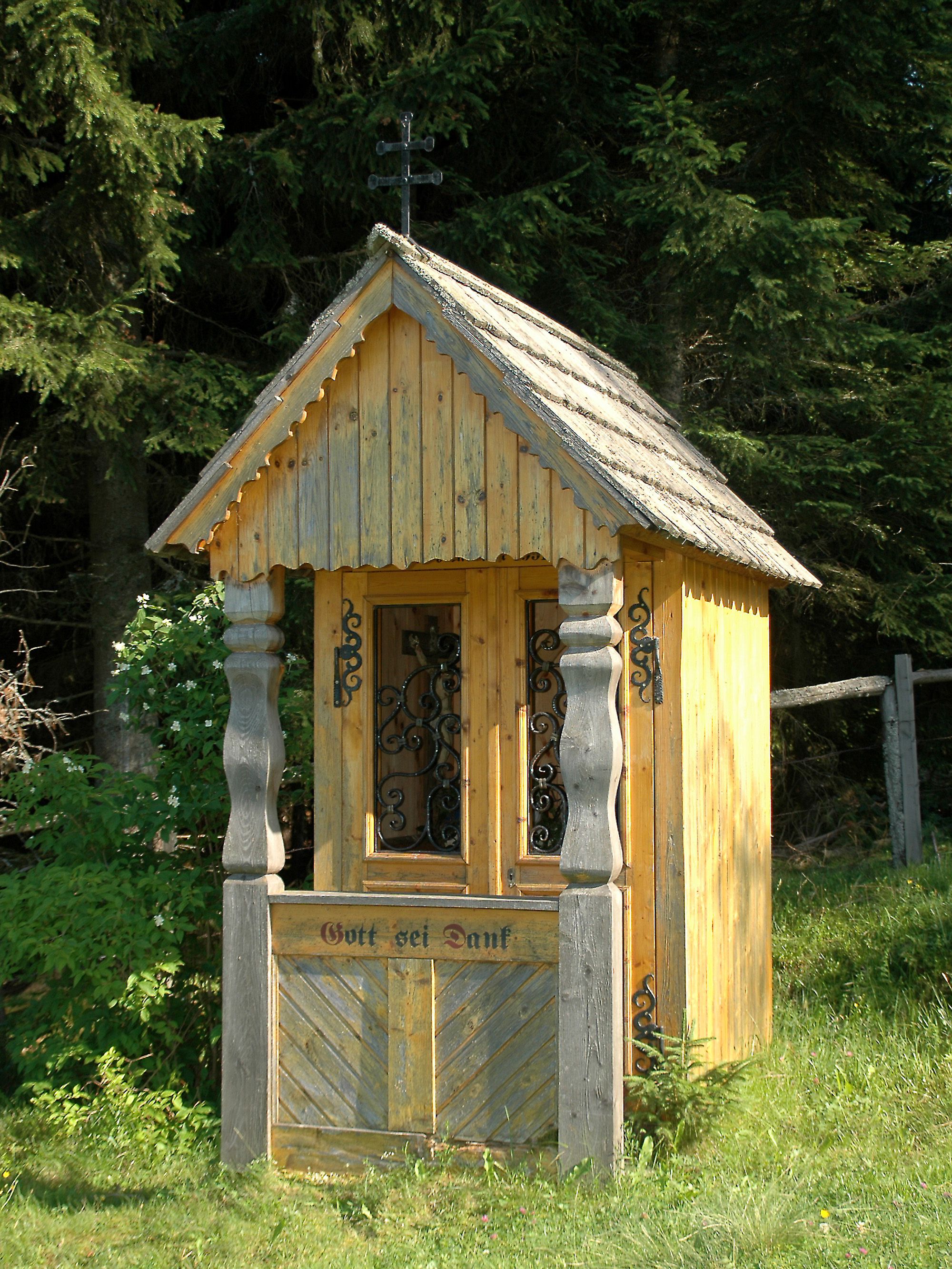
Dankkapel met opschrift Gott sei Dank, Sankt Wolfgang-Kienberg

Een dankkapel is een kapel, in het algemeen een veldkapel, die is opgericht uit dankbaarheid voor één of andere heuglijke gebeurtenis.
Het kan daarbij gaan om een gunst die werd afgesmeekt waarbij de persoon heeft beloofd om, indien de gunst werd verleend, een kapel te bouwen. Het betreft meestal zaken als genezing van een ziekte, het veilig doorstaan van een oorlog, behouden terugkeer en dergelijke. Er zijn ook dankkapellen die gebouwd werden naar aanleiding van de geboorte van een kind. Soms kan een kapelletje ook worden gebouwd door evacués die gastvrijheid in een dorp hebben genoten. Soms wordt een dankkapel opgericht na tegenslag, bijvoorbeeld na een misoogst of sterfgeval, waarbij de stichter van de kapel ondanks alles toch dank wil geven aan God.